# 新城市立庭野小学校
新城市立庭野小学校（しんしろしりつ にわのしょうがっこう）は、愛知県新城市にある公立小学校。

## 概要
- 校区は庭野であり、公立中学校に進む場合は新城市立八名中学校に進学する[1]。
- 旧・八名郡八名村の小学校であった。

## 沿革
- 1873年（明治6年）
  - 5月 - 庭野村に一の義学校が開校する。
  - 6月 - 31番小学庭野学校に改称する。
- 1875年（明治8年） - 第83番庭野学校に改称する。
- 1877年（明治10年） - 第62番庭野学校に改称する。
- 1887年（明治20年） - 尋常小学一鍬田学校[注釈 1]に統合され、尋常小学一鍬田学校第一分教場となる。
- 1889年（明治22年）10月1日 - 八名井村、一鍬田村、庭野村が合併し、長部村が発足。
- 1892年（明治25年） - 尋常小学一鍬田学校第一分教場が庭野尋常小学校として独立する。
- 1906年（明治39年）5月1日 - 長部村と富岡村が合併し、八名村が発足する。
- 1921年（大正10年） - 現在地に校舎を新築し、移転する。
- 1941年（昭和16年）4月1日 - 庭野国民学校に改称する。
- 1947年（昭和22年）4月1日 - 八名村立庭野小学校に改称する。
- 1955年（昭和30年）4月15日 - 南設楽郡新城町、千郷村、東郷村と八名郡舟着村、八名村と合併し、南設楽郡新城町となる。同時に新城町立庭野小学校に改称する。
- 1958年（昭和33年）11月1日 - 新城町が市制施行し、新城市となる。同時に新城市立庭野小学校に改称する。
- 1987年（昭和62年）3月 - 校舎（鉄筋コンクリート造）を新築する。
- 1995年（平成7年）2月 - 体育館が完成する。

## 交通アクセス
- 新城市Sバス中宇利線「庭野」バス停より徒歩約2分。

## 周辺施設
- 新城市立新城小学校
- 新城市民病院
- 新城青年の家
- ハローワーク新城
- 名古屋法務局新城支局
- 愛知森林管理事務所